# Harald Koschmieder
Harald Koschmieder (* 19. September 1897 in Liegnitz; † 10. August 1966 in Darmstadt) war ein deutscher Meteorologe.

## Leben
Koschmieders Vater, ein Mittelschulrektor, unterhielt eine Klimastation des Preußischen Meteorologischen Instituts. Der Sohn lernte schon als Schüler die Meteorologie kennen und meldete sich 1915 zum Heereswetterdienst. Im Ersten Weltkrieg wurde er türkischen Streitkräften als Leiter einer Feldwetterwarte in Palästina zugewiesen. In Breslau und Jena studierte er ab 1918 Physik und Mathematik bis zur Promotion 1921. Er richtete die erste deutsche Flugwetterwarte in Fürth ein und leitete sie bis 1923. Dann wurde er Assistent an der Universität Frankfurt, wo er sich 1924 mit der Schrift „Theorie der horizontalen Sichtweite“ habilitierte, und Universität Berlin. 1926 wurde er zum Direktor des staatlichen Observatoriums an der TH Danzig. Am staatlichen Observatorium wurde zwischen 1933 und 1936 das „Meteorologische Institut in der Kaiser-Wilhelm-Gesellschaft“ eingerichtet, das von Koschmieder als Direktor geleitet wurde. Koschmieder wurde zugleich zum "Wissenschaftlichen Mitglied der Kaiser-Wilhelm-Gesellschaft" (KWG) berufen. Die Gründung geschah im Einvernehmen mit dem Senat der Freien Stadt Danzig. Dieses Kaiser-Wilhelm-Institut wurde mit dem Wechsel von Koschmieder zum Reichswetterdienst wieder geschlossen.
Nach Eintritt in den Reichswetterdienst (1936) leitete er bis 1942 das Aerologische Observatorium Lindenberg und von 1942 bis Kriegsende das Meteorologische Hauptobservatorium in Potsdam. 1945 wurde er als Kriegsgefangener in die Sowjetunion gebracht, aus der er 1949 zurückkehrte und ab 1950 einen Lehrauftrag für Meteorologie an der Technischen Universität Berlin hatte. 1954 folgte er einem Ruf an den ordentlichen Lehrstuhl für Meteorologie an der TH Darmstadt und wurde zum Direktor des aufzubauenden Institutes für Meteorologie ernannt. 1963 wurde er emeritiert.
1956 bis 1961 war er Vorstand des Instituts für Segelflug in München.
Koschmieders wissenschaftliche Leistung ist die „Theorie der horizontalen Sichtweite“ in der Flugmeteorologie (Sichtflug-Bedingungen), die auch sein Hauptforschungsgebiet war. Er entwickelte Messgeräte für Flughäfen, befasste sich mit Böen und Tromben und Wolken-Photogrammetrie und Konvektionsströmungen (die z. B. im Segelflug wichtig sind). Einflussreich war auch sein Lehrbuch Dynamische Meteorologie.

## Schriften
- Dynamische Meteorologie, Leipzig: Akademische Verlagsgesellschaft, 1933 u.ö.
- Über Böen, Wissenschaftliche Abhandlungen, Reichsamt für Wetterdienst, 8,3, Springer Verlag 1940
- Über Tromben, Wissenschaftliche Abhandlungen, Reichsamt für Wetterdienst, 6,3, Springer Verlag 1940
- Elementare Theorie der Linienböen und Schlotströmungen, Flugmeteorologische Forschungsarbeiten 1, Braunschweig, Vieweg 1953
- Ergebnisse der deutschen Böenmessungen 1939/1941, Band 1 Kleinräumig-synoptische Darstellung der Böen, Vieweg 1955
- Nachweis und Beschreibung, sowie Beiträge zur Kinematik und Dynamik des Seewindes, Danziger Seewindstudien 1, Leipzig, Akad. Verlagsges. 1936